# Municipio de Bloomington (Illinois)
El municipio de Bloomington (en inglés: Bloomington Township) es un municipio ubicado en el condado de McLean en el estado estadounidense de Illinois. En el año 2010 tenía una población de 2851 habitantes y una densidad poblacional de 51,82 personas por km².

## Geografía
El municipio de Bloomington se encuentra ubicado en las coordenadas 40°25′25″N 88°59′1″O / 40.42361, -88.98361. Según la Oficina del Censo de los Estados Unidos, el municipio tiene una superficie total de 55.02 km², de la cual 54,92 km² corresponden a tierra firme y (0,19 %) 0,11 km² es agua.

## Demografía
Según el censo de 2010, había 2851 personas residiendo en el municipio de Bloomington. La densidad de población era de 51,82 hab./km². De los 2851 habitantes, el municipio de Bloomington estaba compuesto por el 86,78 % blancos, el 4,1 % eran afroamericanos, el 0,42 % eran amerindios, el 0,53 % eran asiáticos, el 6,35 % eran de otras razas y el 1,82 % eran de una mezcla de razas. Del total de la población el 12,52 % eran hispanos o latinos de cualquier raza.